# 洛加泰茨
洛加泰茨（斯洛維尼亞語： 發音：[lɔˈɡaːtəts] ⓘ），是斯洛維尼亞洛加泰茨市鎮的小鎮及行政中心。它大致位於內卡尼奧拉的中心，在首都盧布爾雅那和波斯托伊納之間。自從附近通往海岸的A1高速公路建成後，洛加泰茨鎮的工業和移民迅速發展。

## 教堂
堂區教堂位於 Dolenji Logatec 地區，是獻給聖尼古拉斯。它首次在可追溯到1526年的書面文件中被提及。從1795年到1803年，在該地點建造了一座新教堂。Čevica 地區的教堂獻給聖約瑟夫，Gorenji Logatec 地區的教堂獻給聖母瑪利亞。

## 外部連結
- Logatec municipal website （页面存档备份，存于）
- Logatec on Geopedia （页面存档备份，存于）